# Józef Tadeusz Borzęcki

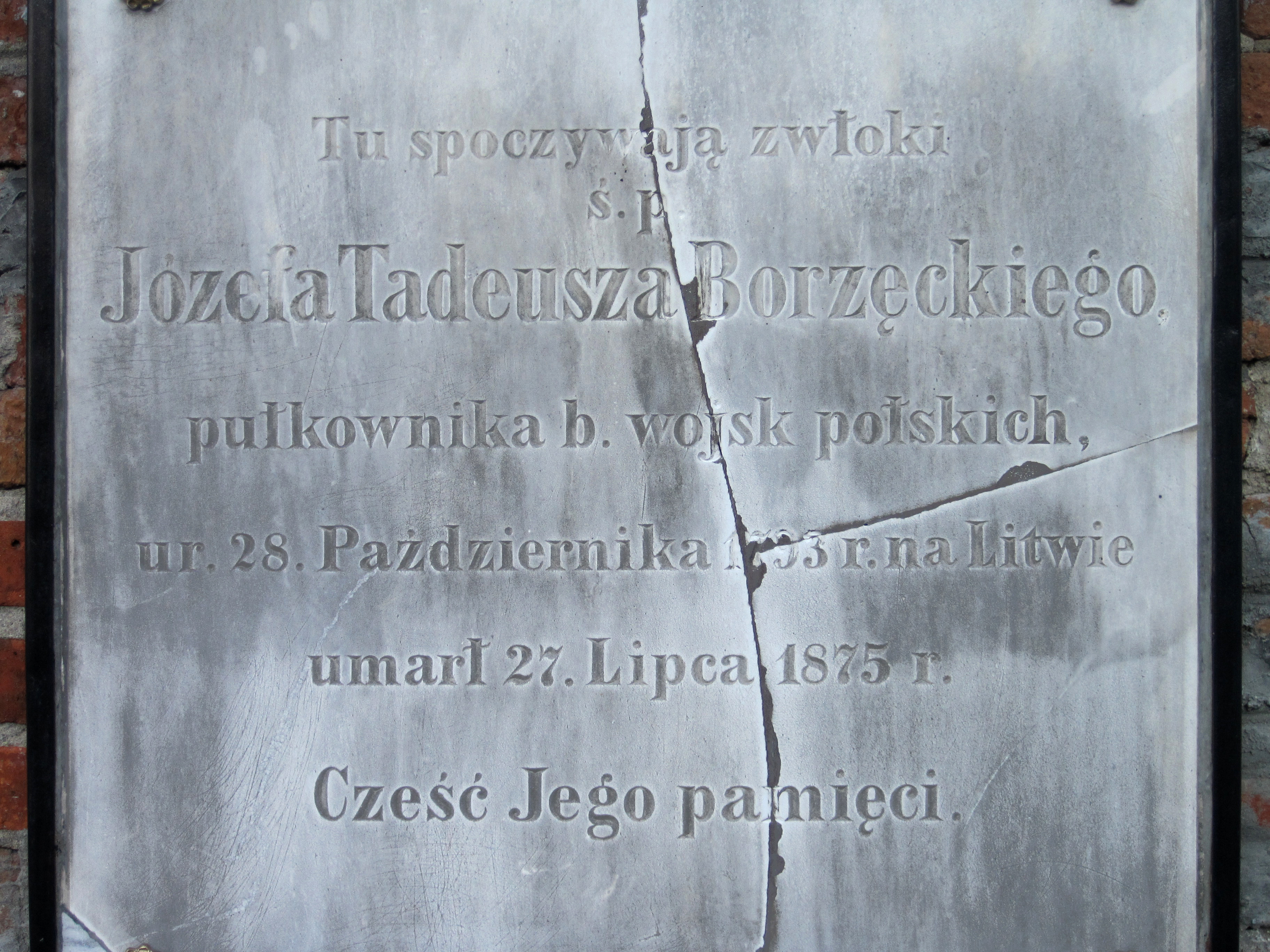
Płyta nagrobna Józefa Borzęckiego w Brzóstkowie

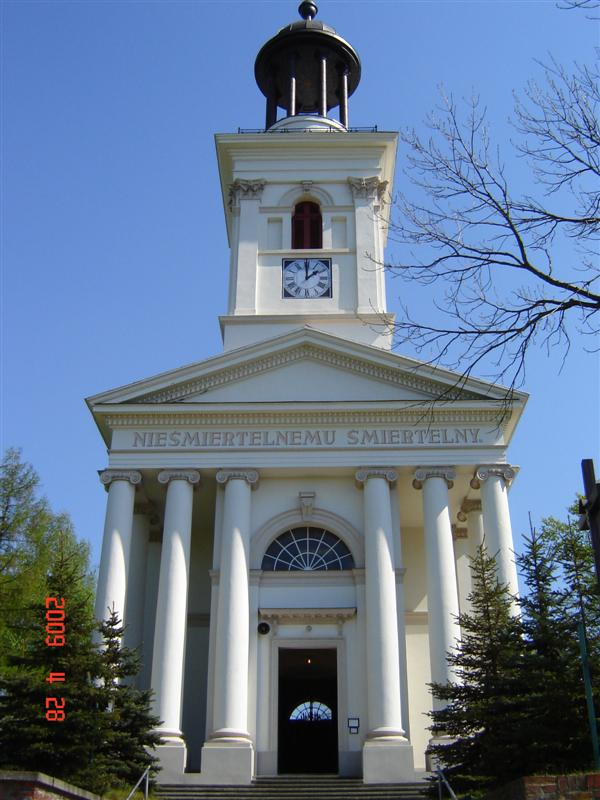
Kościół św. Jana Chrzciciela w Brzóstkowie, u podnóża którego spoczęło ciało płka Józefa Borzęckiego

Józef Tadeusz Borzęcki herbu Półkozic (ur. 28 października 1793 w Rogoźnicy, zm. 27 lipca 1875 w Brzóstkowie) – pułkownik wojsk polskich, powstaniec listopadowy, działacz demokratyczny, wolnomularz.

## Życiorys
Urodził się jako syn Marcina Borzęckiego i Klary z Paszkowskich Borzęckiej. Jego przodkowie herbu Półkozic pochodzili z Wielkopolski. Nadanie Borzęckiemu imion Józef i Tadeusz było prawdopodobnie wyborem umotywowanym patriotycznie, jako wyraz hołdu złożonego bohaterom wojny w obronie Konstytucji 3 Maja: ks. Józefowi Poniatowskiemu i Tadeuszowi Kościuszce. 13 lutego 1831 r. Borzęcki poślubił Katarzynę Borzęcką w warszawskiej katedrze św. Jana. Miał z tego związku córkę Emilię z Borzęckich Hofman (1832–1911), późniejszą uczennicę Fryderyka Chopina.
Józef Borzęcki zasłynął jako wielokrotny uczestnik różnego rodzaju kampanii wojennych i zrywów narodowo-wyzwoleńczych na terenie Księstwa Warszawskiego, Królestwa Polskiego i w krajach Europy Zachodniej. Walczył kolejno w wojnie z Austrią w 1809 r., w czasie której został awansowany (23 XII), jako szesnastolatek, do stopnia podporucznika armii Księstwa Warszawskiego; następnie w wojnie z Prusami i Rosją w latach 1812–1813 – brał udział m.in. w bohaterskiej obronie Gdańska, czym zasłużył na awans na porucznika. Po upadku miasta dostał się do niewoli i przebywał w niej do kwietnia 1814 r.
Po uwolnieniu wrócił na krótko do rodzinnej Rogoźnicy, a następnie – od lutego 1815 r. – rozpoczął służbę w 4. Pułku Piechoty Liniowej. W marcu 1822 r. awansował do stopnia kapitana. W 1830 r. otrzymał znak honorowy za 20 lat nieskazitelnej służby wojskowej. W Warszawie prawdopodobnie zaangażował się w działalność konspiracyjną, tj. spisek podchorążych. W Noc Listopadową 1830 roku, dzięki agitacji Borzęckiego (i kilku innych oficerów) pułk „czwartaków” opowiedział się po stronie powstania – ich militarne wsparcie przyczyniło się w znacznym stopniu do opanowania Warszawy przez powstańców i wyparcia wojsk rosyjskich poza granice miasta.
6 lutego 1831 r. awansowany został na majora. W wojnie polsko-rosyjskiej 1831 roku odznaczył się w bitwach pod Dobrem, Grochowem i Ostrołęką. Był dwukrotnie honorowany orderem Virtuti Militari za męstwo (10 III – krzyżem żelaznym, 15 IX – krzyżem kawalerskim). W schyłkowej fazie powstania listopadowego (wrzesień 1831 r.) należał do grupy oficerów opowiadających się za kontynuacją walk – wbrew grupie ugodowców skłonnych do rokowań z rosyjskim najeźdźcą. Kierował obroną lunety nr 59 obok szańca wolskiego, którego bronił i gdzie poległ gen. Sowiński. Po upadku stolicy Borzęcki, już jako podpułkownik, został ostatnim (przed internowaniem) dowódcą słynnego pułku „czwartaków”. Przeprowadził ich przez granicę pruską, gdzie następnie zostali rozbrojeni i internowani.
Na emigracji Borzęcki wstąpił w struktury loży masońskiej w Besançon, a ponadto działał w organizacjach karbonarskich. Następnie, wraz z rodziną zamieszkał w Bourges i Paryżu (od czerwca 1832 r.). Angażował się w prace Komitetu Narodowego Polskiego Joachima Lelewela, współpracował także ze środowiskiem Związku Jedności Narodowej (późniejszego Hotelu Lambert). Został członkiem Towarzystwa Politechnicznego w wydziale kawalerii (1835); wstąpił też do Towarzystwa Demokratycznego Polskiego, określanego często mianem pierwszej polskiej partii politycznej.
We wrześniu 1840 r. wyjechał do Rebrechain w departamencie Loiret, gdzie prawdopodobnie mieszkał aż do roku 1848. W wypadkach Wiosny Ludów stanął na czele pierwszego polsko-francuskiego oddziału wojskowego (900 żołnierzy), z którym w dniu 30 marca 1848 r. wyruszył z Paryża w kierunku Wielkiego Księstwa Poznańskiego – w trakcie przeprawy przez Prusy został jednak internowany (w Aschersleben) i osadzony w twierdzy magdeburskiej. Na skutek nacisku niemieckiej opinii publicznej, sprzyjającej polskim rewolucjonistom, wyszedł wkrótce na wolność. Jesienią 1848 przebywał w Samborze i Lwowie. W roku 1849 uczestniczył w pertraktacjach z Węgrami w sprawie utworzenia legionu polskiego (Legion Borzęckiego), a następnie stanął na jego czele w powstaniu węgierskim. Na początku 1849 r. został awansowany do stopnia pułkownika. Po upadku powstania powrócił do Francji.
Osiadł w Wielkopolsce pod koniec lat 50. XIX wieku, po uzyskaniu amnestii i darowania kary za udział w powstaniu listopadowym. Początkowo mieszkał w Boguszynie – rodzinnym majątku Ludwika Sczanieckiego, któremu służył jako adiutant jeszcze w dobie Księstwa Warszawskiego. W Boguszynie spotkał się m.in. z Antonim Szymborskim, poznanym w roku 1848, w twierdzy magdeburskiej (Szymborski był chrześniakiem małżonki Sczanieckiego – Konstancji z Czarneckich Szczanieckiej). Po śmierci Ludwika Sczanieckiego, Borzęcki przeniósł się wraz z małżonką i adiutantem Wiewiórkowskim do dworu Sczanieckiego w Brzóstkowie. W czasie powstania styczniowego, już jako 70-latek, współorganizował wraz z Zygmuntem Gorzeńskim i kpt. Chełkowskim przerzut broni do Królestwa Polskiego.
Kondycja finansowa majątku brzóstkowskiego pod zarządem Józefa Borzęckiego uległa znacznemu pogorszeniu, na skutek czego dwór wraz z całym założeniem folwarcznym został zlicytowany i sprzedany Niemcowi Engelhardtowi, a następnie rodzinie Hebanowskich.
Zmarł 27 lipca 1875 r. w Brzóstkowie, w Wielkim Księstwie Poznańskim. Tam też został pochowany w grobowcu, prawdopodobnie w północno-zachodnim narożniku ogrodzenia wokół kościoła św. Jana Chrzciciela. Nekrologi w prasie poznańskiej opisywały go jako człowieka czynnego, usłużnego, wesołego, cenionego powszechnie. Tak znikają jeden po drugim ci, którym dane było w świetniejszej chwili za Ojczyznę walczyć.
20 stycznia 2013 r., w ramach obchodów 150. rocznicy wybuchu powstania styczniowego, odsłonięto i poświęcono w Brzóstkowie tablicę pamiątkową ku czci pułkownika Borzęckiego. W uroczystościach wzięli udział i wygłosili przemówienie m.in. Tadeusz Zysk (prezes wydawnictwa Zysk i S-ka) oraz prof. Stanisław Mikołajczak z Uniwersytetu Adama Mickiewicza w Poznaniu.